# Menhir de Guihallon
Le menhir de Guihallon, appelé localement Grosse Pierre, est situé à Lamballe dans le département français des Côtes-d'Armor.

## Protection
Il a été classé au titre des monuments historiques en 1965.

## Description
Le menhir a été érigé sur le point culminant de la commune au milieu d'un chaos rocheux. De forme parallélépipédique, il mesure 5,20 m de hauteur pour 3,60 m maximum de largeur et 10 m de périmètre. Il est en gabbro local.